# Zieniewicze (obwód miński)
Zieniewicze (biał. Зеневічы, Zieniewiczy; ros. Зеневичи, Zieniewiczi) – wieś na Białorusi, w obwodzie mińskim, w rejonie stołpeckim, w sielsowiecie Litwa, na obrzeżach Puszczy Nalibockiej.

## Historia
W XIX i w początkach XX w. położone były w Rosji, w guberni wileńskiej, w powiecie oszmiańskim, w gminie Naliboki.
W dwudziestoleciu międzywojennym leżały w Polsce, w województwie nowogródzkim, w powiecie stołpeckim, w gminie Naliboki. W 1921 miejscowość liczyła 139 mieszkańców, zamieszkałych w 25 budynkach, wyłącznie Polaków. 134 mieszkańców było wyznania rzymskokatolickiego i 5 prawosławnego.
W czasie II wojny światowej 8 mieszkańców miejscowości dołączyło do Zgrupowania Stołpeckiego Armii Krajowej.
Po II wojnie światowej w granicach Związku Sowieckiego. Od 1991 w niepodległej Białorusi.